# 分子類似性
分子類似性（ぶんしるいじせい、英: chemical similarity, molecular similarity）とは、元素、分子または化合物どうしの構造上または機能上の類似性を言う。

## 概要
分子類似性の概念における機能とは、例えば、無機的、生物的環境内で化合物が反応相手に持つ効果である。生物的効果は化合物の生理活性量を用いることで通常は定量化されるので、その効果の類似性も同様に生理活性量で定量化できる。一般的に、機能は化合物の（他の化合物に対する）化学活性と関連している。
「分子類似性」（または「化学的類似性」）は、ケモインフォマティクスで最も重要な概念である。化合物の性質を予測し、所定の性質を持つ化学薬品を設計すること、および、利用可能な（または潜在的に利用可能な）化学薬品の構造を含む巨大なデータベースをスクリーニングすることによって医薬品設計が行われるが、その研究において分子類似性の概念は重要な役割を果たす。これらの研究は「類似した化合物は類似した性質を持つ」というJohnsonとMaggioraの類似性質原則 (similar property principle) に基づいている。

## 類似度
分子類似度は、データを表示する記述子空間における計測距離の逆元としてよく記述される。距離の計量は、三角不等式を満たすユークリッド距離、または満たさない非ユークリッド距離に分類することができる。

## 類似性探索と仮想スクリーニング
類似性に基づくバーチャルスクリーニング（リガンドに基づくバーチャルスクリーニングの一種）では、クエリーの化合物と類似するデータベース中の全ての化合物は、互いに類似する生物学的活性を持つと仮定している。この仮説は常に妥当というわけではないが、きわめて多くの場合に類似性に基づき検索された化合物の組は類似の活性に富む。
分子構造を、「分子スクリーニング」（構造情報を検索キーとして類似構造を探索する方法）、または、固定サイズ／可変サイズの「分子フィンガープリント」（指紋という特徴によって人物を同定するように、ある特徴を持つ分子を同定する方法）によって表現することで、何百万もの化合物を含むデータベースから類似性に基づくスクリーニングを効果的に行うことができる。分子スクリーニングおよびフィンガープリントは、2次元 (2D) および3次元 (3D) の構造情報をともに含むことができる。しかしながら、二進数のフラグメント記述子（分子情報を表現するコンピュータデータ）の一種である2Dフィンガープリントがこの分野でよく用いられる。MDLキー（MDL Information Systems社の化合物フォーマットによる検索キー）のようなフラグメント（構造の特定の部分）に基づく構造キー は小さいサイズと中くらいのサイズの化学データベースを十分に扱うことができる。一方、大きいサイズのデータベースを処理するにはより高い情報密度を持つフィンガープリントが必要となる。フラグメントに基づくDaylightフィンガープリント（Daylight Fingerprint Toolkitで計算される）、BCIフィンガープリントおよびUNITY 2Dフィンガープリント (Tripos)が最も良く知られた例である。フィンガープリント法によって表現された化学構造を比較する最も有名な類似性の尺度はJaccard係数（谷本係数） Tである。2つの構造は{\displaystyle T>0.85}（Daylightフィンガープリントの場合）のとき、常に類似していると見なされる。